# Elementy fototrawione
Elementy fototrawione – wykonane najczęściej z mosiądzu lub miedzi części stosowane w modelarstwie redukcyjnym w celu waloryzacji modelu. Najczęściej przedstawiają drobne szczegóły, niemożliwe do dokładnego odtworzenia w plastiku, np. pasy foteli lub panele zegarów.
Elementy fototrawione są wykonywane za pomocą techniki fotolitografii.